# Sistema endomembranós

Esquema d'una cèl·lula eucariota típica: (1) nuclèol (2) núcli (3) ribosomes (4) vesícula (5) reticle endoplasmàtic rugós (REr) (6) aparell de Golgi (7) citoesquelet (8) reticle endoplasmàtic llis (REl) (9) mitocondris (10) vacúol (11) citoplasma (12) lisosoma (13) centríols.

El sistema endomembranós és el sistema de membranes internes de les cèl·lules eucariotes que divideix la cèl·lula en compartiments funcionals i estructurals, denominats orgànuls. Les procariotes no tenen un sistema endomembranós i així no tenen la majoria dels orgànuls.
El sistema endomembranós també proporciona un sistema de transport per a les molècules mòbils a través de l'interior de la cèl·lula, així com superfícies interactives per a la síntesi de lípids i de proteïnes. Les membranes que componen el sistema endomembranós es construeixen a partir d'una bicapa lipídica, amb les proteïnes unides a cada costat o travessant-les.
Els orgànuls següents són part del sistema endomembranós:
- El reticle endoplasmàtic és un orgànul de síntesi i transport construït com una extensió de la membrana nuclear.
- L'aparell de Golgi actua com el sistema d'empaquetat i de lliurament de molècules.
- Els lisosomes són les unitats "energètiques" de la cèl·lula. Utilitzen enzims que analitzen les macromolècules i també actuen com a sistema de recollida de residus.
- Els vacúols actuen com a unitats de l'emmagatzematge en algunes cèl·lules.
- Les vesícules són petites unitats de transport delimitades per membranes que poden transferir molècules entre diversos compartiments.

## Desenvolupament i formació del sistema d'endomembranes
Aquest sistema comença el reticle endoplasmàtic rugós (RER) que és un conjunt de plecs membranosos que són prolongació de la membrana cel·lular. En ell la principal funció és la síntesi de proteïnes. D'elles algunes s'emmagatzemen per després dur-les a altres orgànuls; i altres es queden adossades al mateix per fer créixer les seves membranes. Arribat a un punt el RER perd els ribosomes i forma túbuls i cisternes membranoses on principalment es formen lípids: el reticle endoplasmàtic llis. S'hi generen unes glàndules que secreten vesícules de transició que es van unint formant el dictiosoma amb forma de mitja lluna. El dictiosoma és la unitat de funcionament de l'aparell de Golgi. El conjunt de dictiosomes d'una cèl·lula forma l'aparell de Golgi. Aquesta estructura finalitza amb unes vesícules de síntesi que són secretades al citoplasma i després donaran lloc als lisosomes, peroxisomes i vacúols.